# USS LST-472
O USS LST-472 foi um navio de guerra norte-americano da classe LST que operou durante a Segunda Guerra Mundial.